# Centimetru
Centimetrul este o unitate de măsură de lungime în sistemul metric egal cu o sutime de metru (1/100 m), care este unitatea de măsură de bază în SI. Centimetrul este un submultiplu al metrului :
1 cm = 10−2 m sau 0,01 m